# Volen Tsjinkov
Volen Valentinov Tsjinkov (Bulgaars: Волен Валентинов Чинков) (Sofia, 14 december 1983) is een Bulgaars voetbalscheidsrechter. Hij is in dienst van FIFA en UEFA sinds 2018. Ook leidt hij sinds 2015 wedstrijden in de Parva Liga.
Op 10 april 2015 leidde Tsjinkov zijn eerste wedstrijd in de Bulgaarse nationale competitie. Tijdens het duel tussen Tsjerno More Varna en FK Haskovo (2–0 voor de thuisclub) trok de leidsman achtmaal de gele kaart. In Europees verband debuteerde hij op 12 juli 2018 tijdens een wedstrijd tussen Balzan FC en Keşlə FK in de eerste voorronde van de UEFA Europa League; het eindigde in 4–1 en Tsjinkov trok viermaal een gele kaart. Zijn eerste interland floot hij op 25 maart 2021, toen Andorra met 0–1 verloor van Albanië door een doelpunt van Ermir Lenjani. Tijdens deze wedstrijd toonde Tsjinkov acht gele kaarten.

## Interlands
| Datum         | Plaats                    | Wedstrijd         | Uitslag | Competitie           | Kreeg geel | Kreeg voor de tweede keer geel en dus rood | Weggestuurd |
| ------------- | ------------------------- | ----------------- | ------- | -------------------- | ---------- | ------------------------------------------ | ----------- |
| 25 maart 2021 | Andorra la Vella, Andorra | Andorra – Albanië | 0 – 1   | WK 2022 kwalificatie | 8          | 0                                          | 0           |

Laatst bijgewerkt op 4 november 2021.